# Chris Massie
Christopher  Massie (nacido el 10 de septiembre de 1977 en Houston, Texas) es un exjugador de baloncesto estadounidense. Con 2,05 metros de estatura, jugaba en la posición de pívot. 

## Trayectoria
[actualizar]